# Conveni sobre la prohibició d'utilitzar tècniques de modificació ambiental amb finalitats militars o altres finalitats hostils
El Conveni de modificació Ambiental (ENMOD), formalment Convenció sobre la Prohibició de l'Ús militar o Qualsevol Altre Ús Hostil de Tècniques de Modificació Ambiental és un tractat internacional que prohibeix l'ús hostil de les forces armades o d'altres tipus de tècniques de modificació ambiental. Es presentà el 18 de maig de 1977 a Ginebra, i va entrar en vigor el 5 d'octubre de 1978. A 2012, 76 països han ratificat el tractat.
La Convenció prohibeix la guerra climàtica, que és l'ús de tècniques de modificació del clima per produir danys o destrucció. El Conveni sobre la Diversitat Biològica de 2010 també prohibiria algunes formes de modificació del clima o la geoenginyeria.